# Džemfest
Džemfest je šumperský multižánrový hudební festival. Patří mezi nejúspěšnější akce v kraji a největší české rockové festivaly konané pod střechou. Nultý ročník se uskutečnil v Domě kultury v roce 2000 u příležitosti 100. výročí založení týdeníku Moravský sever, a to pod názvem Stoletý happening. Poté následoval už pravidelně s označením JamFest, které se později změnilo na Džemfest.
V roce 2008 festival ku příkladu v předpremiéře uvedl film Once, který později získal Oscara za hudbu a nastartoval dráhu Markéty Irglové. Ročník 2012 zase nabídl Silent Disco neboli tichou diskotéku se sluchátky. V roce 2013 poprvé v rámci akce Zajíc v pytli prodávali organizátoři předběžné zlevněné vstupné ještě před vyhlášením programu.
V roce 2013 festival obdržel Cenu města Šumperk v kategorii kultura. Dne 9. dubna 2014 převzal hlavní pořadatel Ondřej Polák cenu Olomouckého kraje za výjimečný počin roku v oblasti umění.
Festival je znám též svou kontroverzní prezentací. Např. při ročníku 2011 vzbudil pozornost vizuál s odhaleným ženským ňadrem potřeným džemem. Vizuál z roku 2016 zase předváděl obnaženou těhotnou dívku se sloganem, který odkazoval k tomu, že je její těhotenství důsledkem její „dobré zábavy“ na festivalu. Vysloužil si tak nominaci na anticenu pro sexistickou reklamu Sexistické prasátečko.